# Liste des évêques de Birmingham

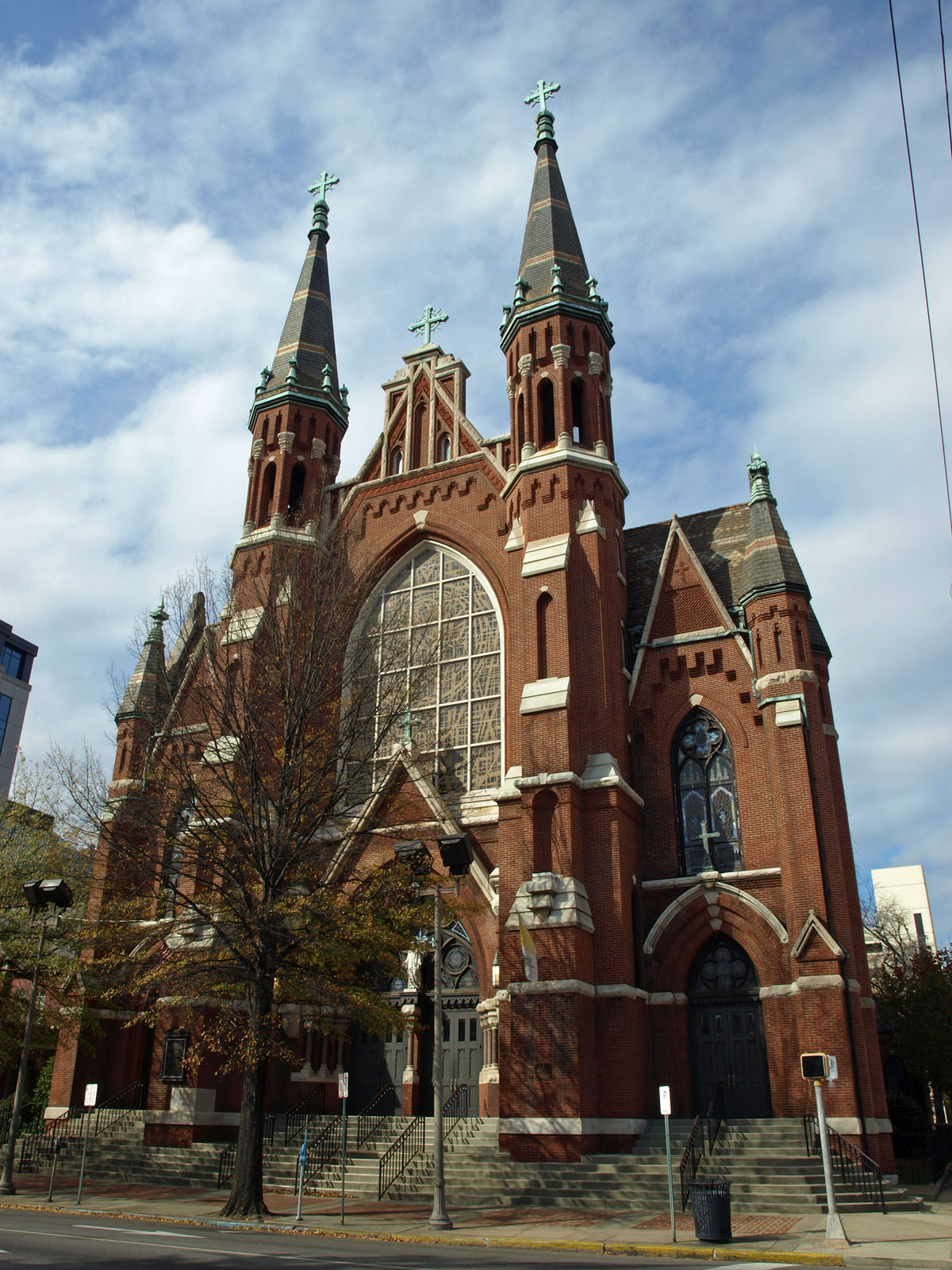
La cathédrale Saint-Paul de Birmingham.

La liste des évêques de Birmingham recense les noms des évêques qui se sont succédé sur le siège épiscopal de Birmingham dans l'État de l'Alabama (États-Unis) depuis la création du diocèse de Birmingham (Dioecesis Birminghamiensis) le 28 juin 1969 par scission de celui de Mobile-Birmingham. 

## Sont évêques
- 29 septembre 1969-† 14 juillet 1987 : Joseph Vath (Joseph Gregory Vath)
- 2 février 1988-22 juin 1993 : Raymond Boland (Raymond James Boland)
- 22 mars 1994-10 mai 2005 : David Foley (David Edward Foley)
- 10 mai 2005-14 août 2007 : siège vacant
- 14 août 2007-25 mars 2020 : Robert Baker (Robert Joseph Baker)
- depuis le 25 mars 2020 : Steven Raica (en) (Steven John Raica)

## Source
- (en) Fiche du diocèse sur catholic-hierarchy.org